# Так (провінція)
Так (тай. ตาก) — одна з провінцій Таїланду, розташована заході країни уздовж кордону з М'янмою.
Адміністративний центр — місто Так, провінція поділяється на 9 ампхе.